# Бајиле (Бузау)
Бајиле (рум. Băile) насеље је у Румунији у округу Бузау у општини Балта Алба. Oпштина се налази на надморској висини од 42 m.

## Становништво
Према подацима из 2002. године у насељу је живело 608 становника, од којих су сви румунске националности.